# Hogna interrita
Hogna interrita este o specie de păianjeni din genul Hogna, familia Lycosidae, descrisă de Roewer, 1959.
Este endemică în Zimbabwe. Conform Catalogue of Life specia Hogna interrita nu are subspecii cunoscute.